# Sebestyén Tinódi Lantos
Sebestyén Tinódi Lantos (Sebastian Tinódi Lutnista ur. ok. 1510, zm. 30 stycznia 1556 w Sárvárze) – węgierski kompozytor pieśni, lutnista, znaczący przedstawiciel XVI-wiecznej węgierskiej poezji epicznej. Jego miejsce urodzenia nie jest dokładnie znane. Jest to albo miejscowość Tinód w komitacie Fejér, albo w komitacie Baranya.

## Życiorys

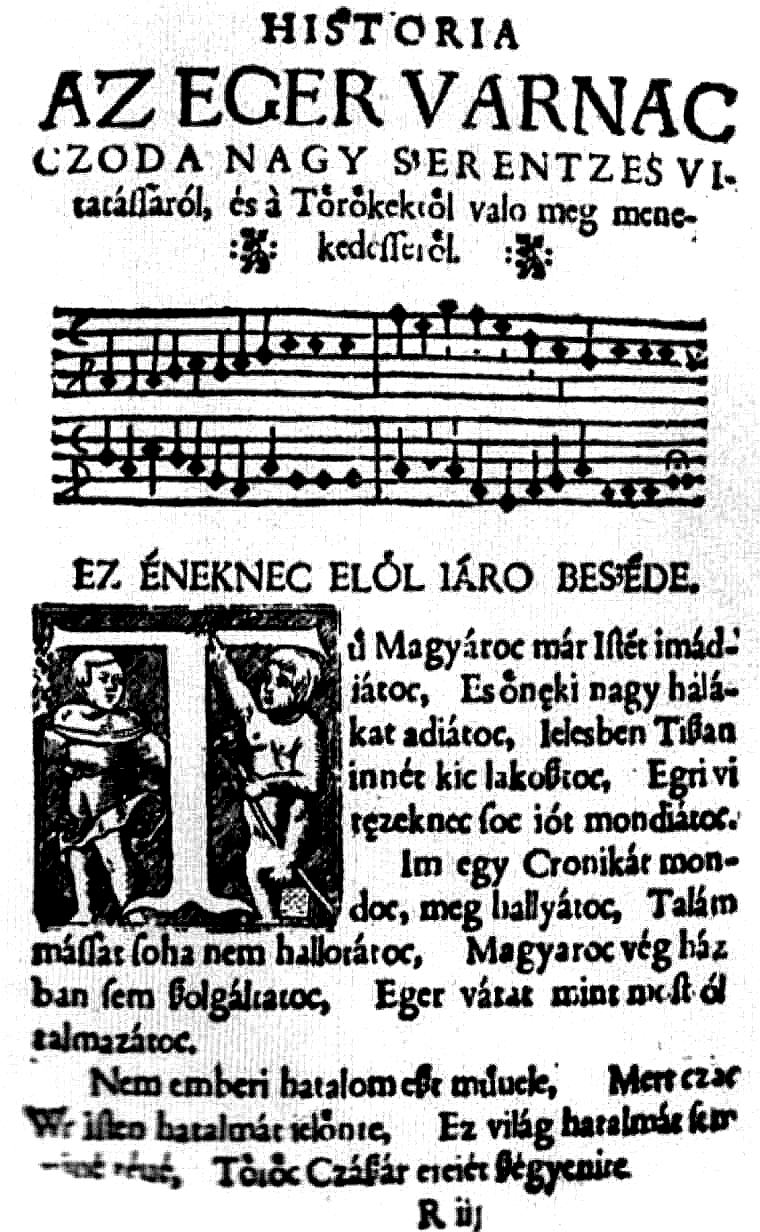
Strona kroniki

Herb Tinódich

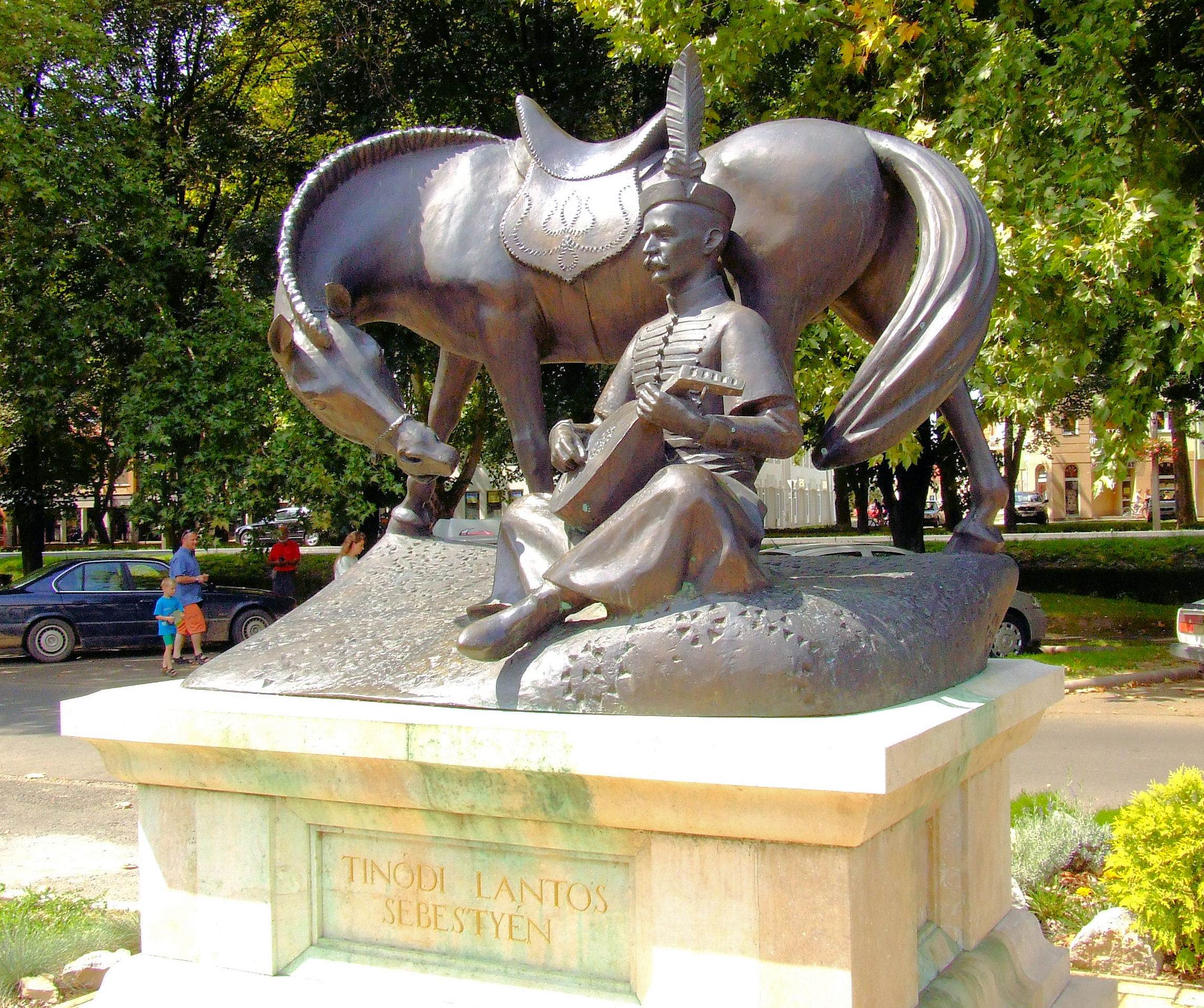
Pomnik w Dombóvárze

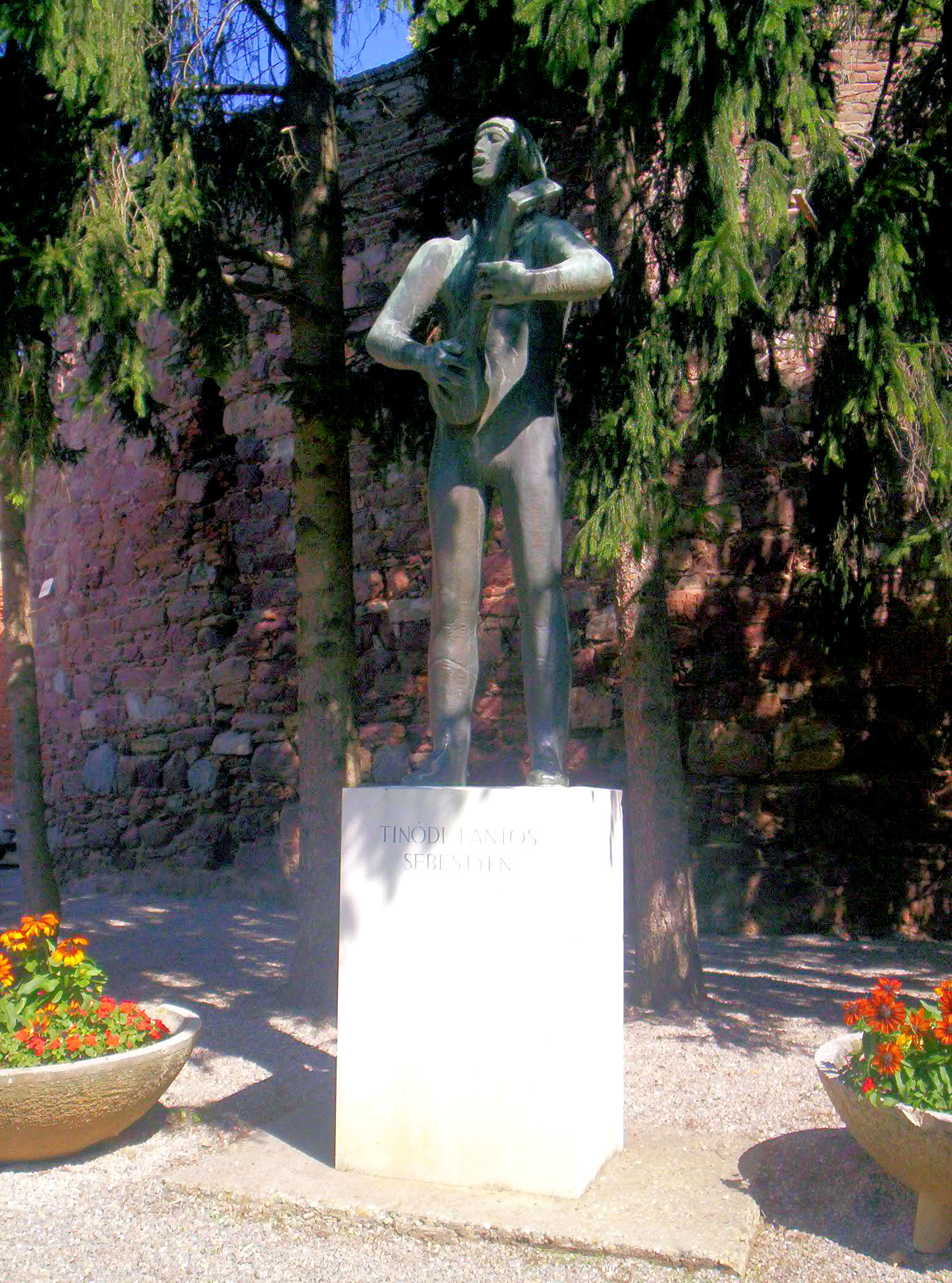
Posąg przy wejściu do zamku w Szigetvárze. Dzieło Istvána Kissa

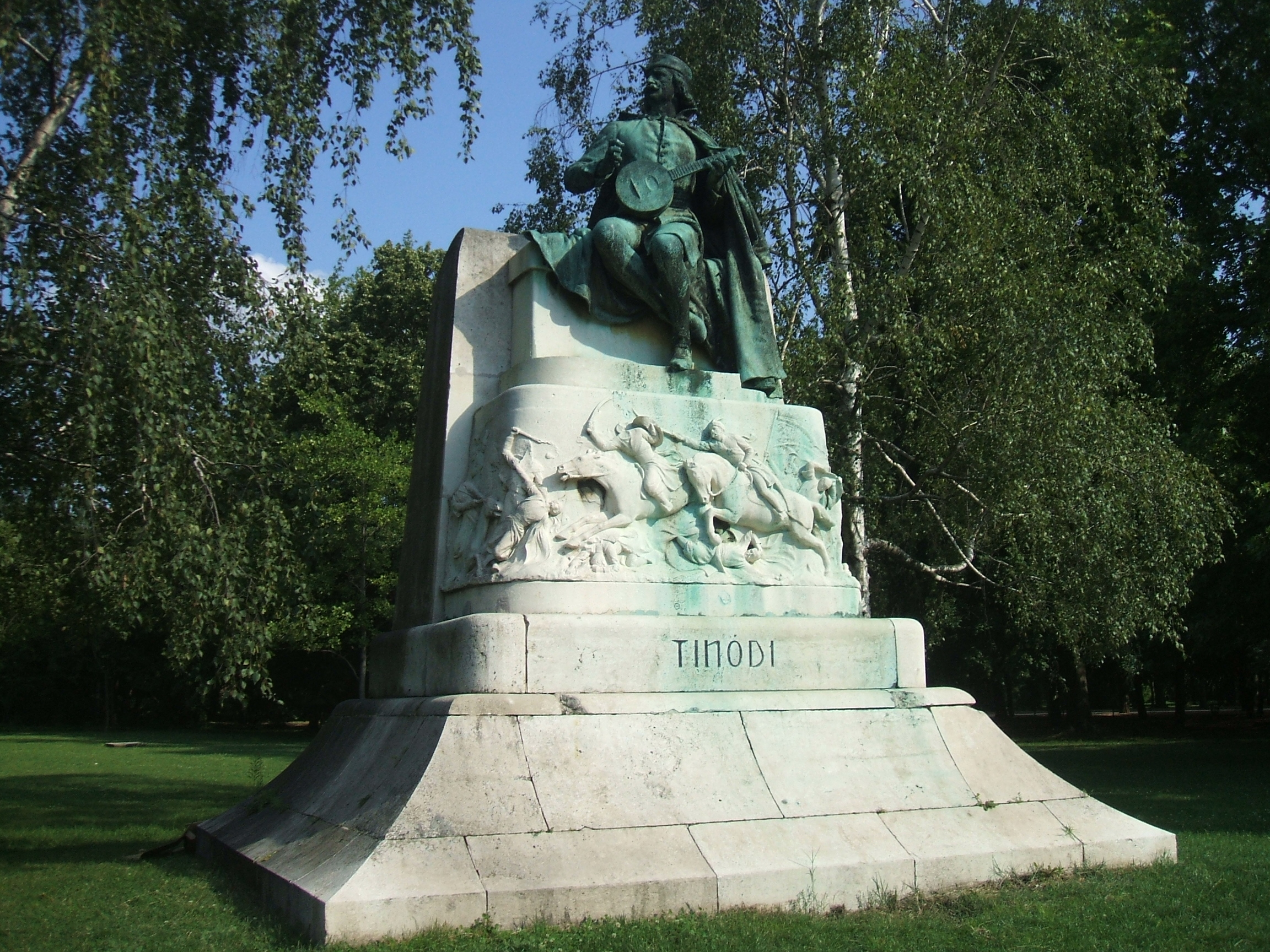
Pomnik w budapeszteńskim parku Népliget

Urodził się w miejscowości Tinód w rodzinie mieszczańskiej. Zgodnie z tradycją, na granicy miejscowości Rózsafa w komitacie Baranya znajdowała się wieś Tinódfalva, która później została zniszczona. Jego miejsce urodzenia do dzisiaj zwane jest w Rózsafa jako Tinódzkie pole (Tinódi dűlő). W 1981 roku odsłonięto tu tablicę pamiątkową, a na terenie miejscowej spółdzielni produkcyjnej ustawiono popiersie Tinódiego. W centrum wsi, na niestety już nieczynnej grającej studni, na płaskorzeźbie, uwieczniony jest historyczny kompozytor pieśni. W 1986 roku utworzone w miejscowości stowarzyszenie edukacyjne otrzymało imię Tinódiego. Ostatnio natomiast do herbu miejscowości trafił jego instrument.
Szkoły ukończył w Peczu, poznał łacinę i zapis nutowy. Prawdopodobnie początkowo robił karierę wojskową w służbie Bálinta Töröka. Jego pierwszym zachowanym dziełem jest historia Jásona powstała między 1535 a 1539 rokiem w Dombóvárze. Z dzieła tego można wywnioskować, że został ranny w jednej z bitew i nie był już w stanie kontynuować kariery wojskowej. W latach 1542–1543 znowu pojawił się w okolicy, w zamku Daró, znajdującym się w posiadaniu Imre Werbőczyego i leżącym w zasięgu wzroku od dombóvarskiego zamku, a obecnie położonego na granicy miejscowości Jágónak. Tutaj w 1543 roku napisał historyczną pieśń „Werbőczi Imrének Kászon hadával kozári mezőn viadalja” (Walka Imrego Werbőcziego z wojskiem Kászona na kozárskim polu), w której opisuje bitwę rozegraną 25.03.1542 na kozárskim polu (dzisiaj Egyházaskozár w komitacie Baranya). Dzieło w 1554 roku ukazało się drukiem w Koloszwarze pod tytułem „Cronica Tinódi Sebestyén szörzése”.
Do roku 1541 żył na szigetvárskim dworze Bálinta Töröka i cieszył się tam, sądząc po dziełach, dużym uznaniem. Upadek Budy i dostanie się jego pana do niewoli, spowodowało zwrot w życiu Tinódiego. Odtąd został poetą zaangażowanym politycznie. Od tej chwili w pieśniach podkreślał potrzebę jedności i zdecydowanej walki przeciw Turkom. Jeszcze kilka lat przybywał w tej okolicy, a kiedy Turcy zdobywali coraz więcej terenów na Zadunaju, przeniósł się do Koszyc. Tu założył rodzinę i stąd jeździł na posiedzenia parlamentu, miejsca bitew, a potem swoje doświadczenia spisywał wierszem. Do wierszy komponował melodie i śpiewał przy akompaniamencie lutni, kiedy było to możliwe. Żołnierze często tylko z jego pieśni mogli się dowiedzieć w wiarygodny sposób o ważnych zdarzeniach z odległych części Węgier. Ich znaczenie zauważył palatyn Tamás Nádasdy, który w 1545 roku spotkał się z Tinódim na sejmie w Nagyszombat i od tej pory wziął kronikarza-lutnistę pod swój patronat. W stosunkowo spokojnym okresie między 1546 a 1551 rokiem zajmował się dawniejszymi zdarzeniami z węgierskiej historii lub tematyką zagraniczną. Najazd Turków w 1552 roku stał się znów obfitym źródłem wartych uwiecznienia wydarzeń.

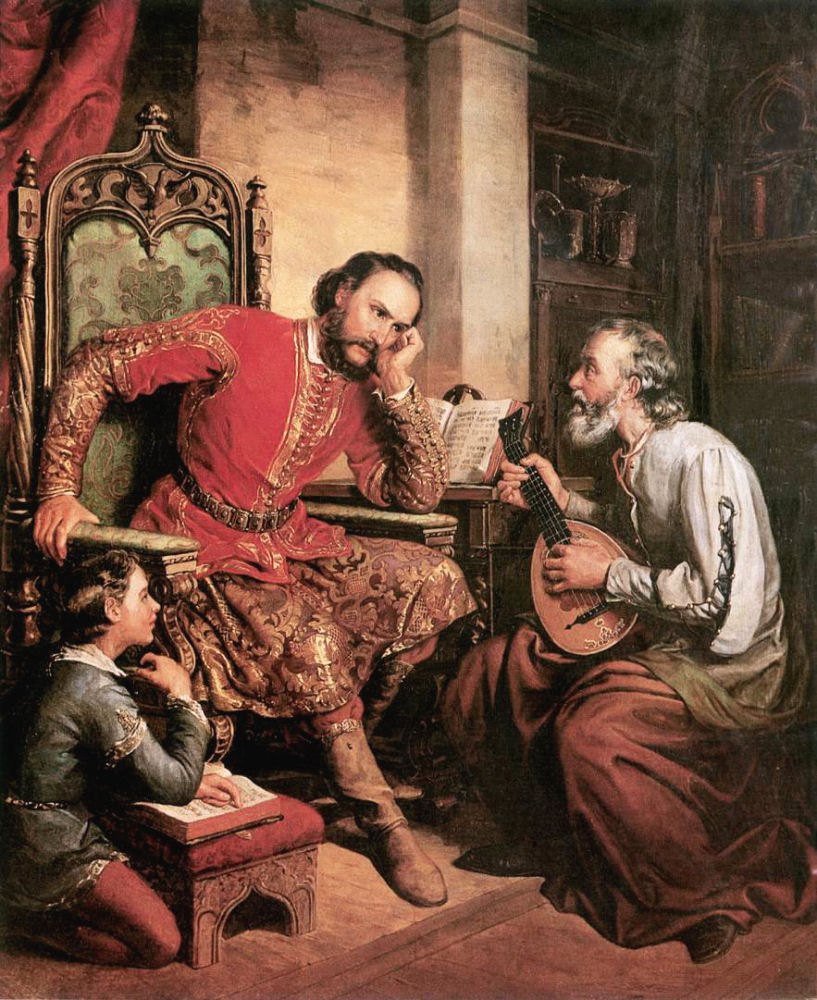
Soma Orlai Petrich: Palatyn Tamás Nádasdy i Tinódi (obraz olejny, 1855)

Historia bitwy pod Palástem trafiła do literatury pięknej dzięki Sebestyénowi Tinódiemu pod tytułem „Ördög Mátyás veszödelme” (Zguba Mátyása Ördöga) i jest zawarta w Kronice.
Tinódi odwiedził miejsca, w których oblegano zamki i zbierał informacje o najdrobniejszych szczegółach tych zdarzeń. O wielu interesujących momentach możemy dowiedzieć się wyłącznie z jego pieśni. Po zwycięskiej obronie Egeru udał się tam natychmiast. Napisał wtedy „Eger vár viadaljáról való ének” (Pieśń o obronie zamku w Egerze) i „Egri historiának summája” (Historię Egeru). Sława Tinódiego dotarła również dwór króla Ferdynanda, który 23 sierpnia 1553 roku z rekomendacji Nádasdyego, w uznaniu zasług za wspaniałe osiągnięcia w sztuce śpiewu i ukazanie historii w rytmie języka węgierskiego podniósł go do stanu szlacheckiego i nadał list herbowy. Był w dobrych stosunkach z Istvánem Dobó i kiedy dowódca egerskiego zamku został wojewodą siedmiogrodzkim, podążył za nim do Siedmiogrodu. Tutaj ukończył pieśń „Erdélyi história” (Historia Siedmiogrodu), która omawia historię Siedmiogrodu od śmierci króla Jana Zápolyi do roku 1551. Zbiorowe wydanie jego dzieł ukazało się w 1554 roku w Koloszwarze pod tytułem Cronica. W 1555 roku powrócił do domu i krótko potem zmarł.

## Twórczość
Dorobek poetycki Tinódiego obejmujący niemal 12 tysięcy wersów jest mniejszy niż przeciętny dorobek w XVI-wiecznej literaturze węgierskiej. Jego wiersze są rozsądne w treści, ale nie ma w nich twórczej wyobraźni, mają ciężkawy sposób prezentacji, a w wersyfikacji brak artyzmu. Dążenie do szczegółowości było tak silne, że mogło konkurować z monotonią rejestrów akt lub list żołdu.
Jego dzieła w swoich czasach miały większe znaczenie publicystyczne niż poetyckie. Dlatego badacze zajmujący się nim przez długi czas stawali z zakłopotaniem przed jego twórczością.
Sam Tinódi tak mówi o swoich celach w przedmowie do Kroniki: Stworzenie tej książeczki nie wymyśliłem w innym celu niż by walczący, ścierający się z wrogiem, oblegający zamki i miasta oraz zamknięci w zamkach węgierscy żołnierze mieli dowody na zbawienne i honorowe przetrwanie, a także by wiedzieli w jaki sposób przeciwstawić się pogańskiemu wrogowi i jak z nim walczyć.
Tinódiego należy więc rozumieć jako takiego kronikarza, który w formie wierszowanej przekazywał wydarzenia historyczne swoich czasów, w pierwszym rzędzie zwracając uwagę na wiarygodność, a nie na wartość artystyczną. Z tego „poetyckiego wyznania” wynika, dlaczego Tinódi wybrał formę poezji śpiewanej. Mógł uważać, że tylko w ten sposób jego dzieła dotrą do żołnierzy z zamków granicznych, czyli do tych, do których przede wszystkim chciał przemówić. W czasach Tinódiego większością byli ci, którzy czytali mało książek, ale chętnie słuchali śpiewanych opowieści.
Jako pisarz historyczny Tinódi zajmuje znacznie bardziej poczesne miejsce w literaturze węgierskiej, niż jako poeta. Zasadniczo to on w pełni opracował historię Węgier w latach 1541 do 1552. W jego przypadku, wszystkie możliwe do zweryfikowania zdarzenia, okazały się wiarygodne.
XVI-wieczna historia Węgier obfitowała w wydarzenia i coraz więcej ludzi starało się uwiecznić ciężkie doświadczenia, które dotknęły okolice ich miejsca zamieszkania lub też cały kraj. Osobą, która zajęła się zbieraniem i pieczołowitym przechowywaniem takich prac historycznych, okazał się biskup egerski Antal Verancsics. Dzieła, które można znaleźć w spuściźnie biskupa, to w przeważającej części osobiste i subiektywne wspomnienia, nie wytrzymujące konkurencji pod względem wiarygodności i obiektywizmu z dziełami Tinódiego. Podczas gdy dzieła znajdujące się w spuściźnie Verancsicsa zostały napisane po łacinie, Tinódi był pierwszym znaczącym pisarzem historycznym piszącym po węgiersku.

## Dzieła
- Jázon és Medea (1537–38)
- Judit asszony históriája (1539–40?)
- Buda veszéséről és Terek Bálint fogságáról (1541)
- Prini Péter, Majlát István és Terek Bálint fogsága (1542)
- Verbőczi Imrének viadalja (1543)
- Az szalkai mezőn való viadaláról (1544)
- Szulimán császár Kazul basával viadaljáról (1546)
- Varkucs Tamás idejében lött csaták Egerből (1548)
- Sokféle részögösről (1548)
- Dávid király (1549)
- Szitnya, Léva, Csábrág, és Murán várának megvevése (1549)
- Kapitány György bajviadalja (1550)
- Hadnagyoknak tanúság (1550)
- Károl császár hada Saxoniában (1550)
- Zsigmond király és császár krónikája (1552)
- Szegedi veszedelem (1552)
- Az vég Temesvárban Losonczi István haláláról (1552)
- Enyingi Török János vitézségéről szóló ének
- Budai Ali basa históriája (1553)
- Eger vár viadaljáról való ének (1553) OSZK , ebből készült kivonat Egri historiának summája (1553) OSZK
- Az udvarbírákról és kulcsárokról (1553)
- Jónás (390.) prófétáról (1553) (töredék)
- História Zsigmond császár fogságáról (155?)
- Erdéli história (1553)
- Az János király fiáról való szép krónika (1554)[1]

## Pamiątki

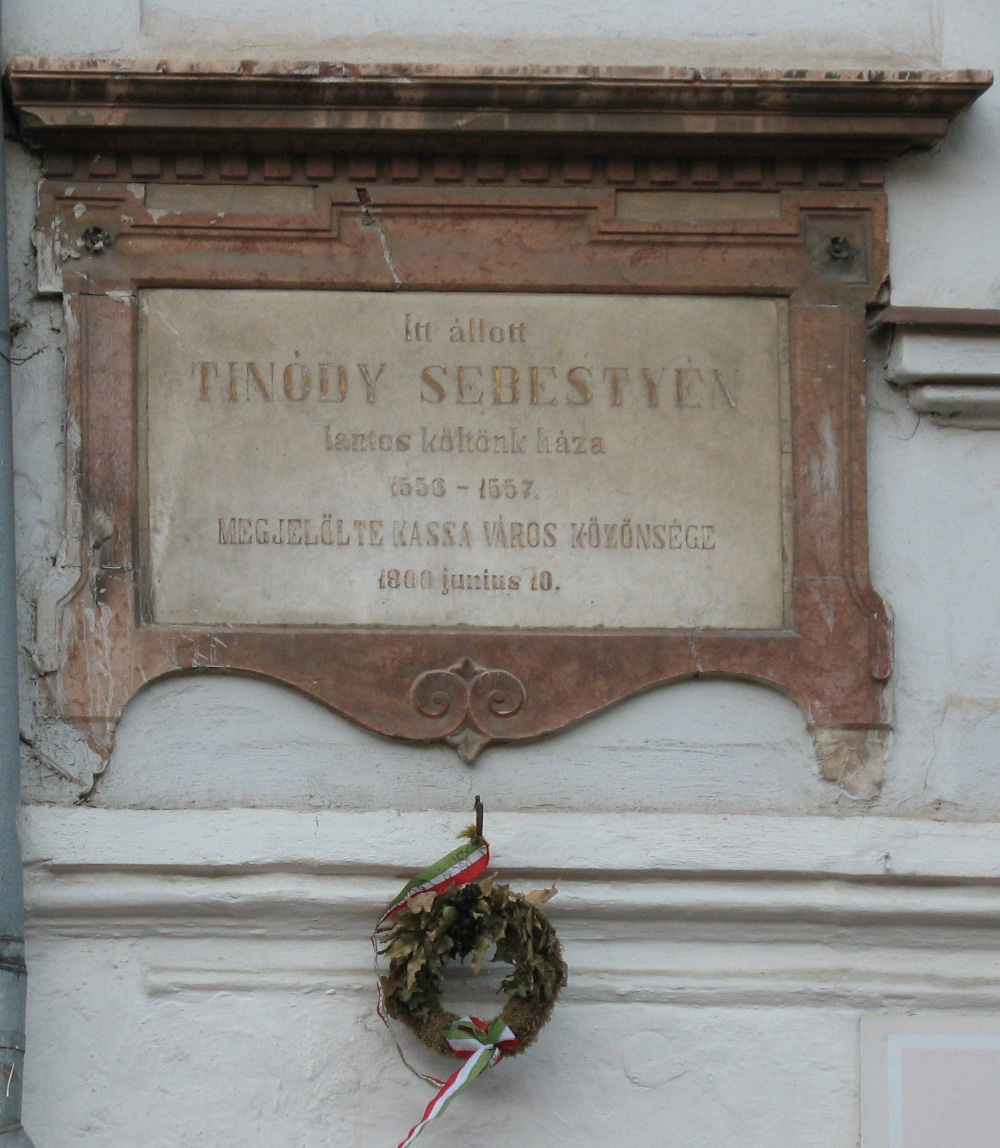
Tablica pamiątkowa w Koszycach

- Tablica pamiątkowa w Koszycach umieszczona na jego byłym domu na ulicy Kovácsa (odsłonięta w 1900 roku)[2]
- Tinódi-lant, (Lutnia Tinódiego), węgierska nagroda muzyczna utworzona w 1999 roku.

## Inne źródła
- Vass József: Tinódi Sebestyén (Vasárnapi Ujság, 1859. január 2.)
- Összes költeményei a Magyar Elektronikus Könyvtárban
- Zsigmond király és császárnak krónikája fordításban
- Egervár viadaláról - dalszöveg